# Alexander Edler von Daniels
Alexander Edler von Daniels (Tréveris, 17 de março de 1891 — Bielefeld, 6 de janeiro de 1960) foi um oficial alemão que serviu durante a Segunda Guerra Mundial. Foi condecorado com a Cruz de Cavaleiro da Cruz de Ferro.

## Carreira

### Patentes
Generalleutnant

### Condecorações
| Cruz de Ferro 2ª Classe                                     |
| Cruz de Ferro 1ª Classe                                     |
| Cruz de Cavaleiro da Cruz de Ferro (18 de dezembro de 1942) |